# Lista dziekanów Kolegium Kardynalskiego
Lista dziekanów Kolegium Kardynalskiego od XII wieku.
Uwagi do tabel: pierwsza formalna regulacja dotycząca sposobu obsadzania funkcji dziekana pochodzi z 22 sierpnia 1555 roku. W okresie wcześniejszym stanowisko to miało charakter w dużej mierze nieformalny i częściej nazywano je za pomocą określenia prior episcoporum ac omnium cardinalium (prymas kardynałów biskupów i wszystkich kardynałów) zamiast Sacri Collegii Decanus. „Prymasem kardynałów biskupów” przynajmniej teoretycznie był zawsze kardynał biskup najwcześniej promowany do tej rangi. 29 listopada 1503 Juliusz II dokonał połączenia funkcji dziekana z funkcją kardynała biskupa Ostia e Velletri. Z uwagi na istniejące w literaturze rozbieżności co do obsady urzędu dziekana w tym początkowym okresie lista do roku 1503 jest wykazem kardynałów biskupów, którzy zgodnie z porządkiem starszeństwa liczonym od daty nominacji na kardynała biskupa powinni byli sprawować urząd dziekana (prymasa) Kolegium Kardynałów. Jedynymi wyjątkami są trzej pretendenci do tronu papieskiego w XV wieku, którzy po wyrzęknięciu się roszczeń do tiary zostawali kardynałami biskupami: Angelo Correr (w 1415, były papież Grzegorz XII), Baldassare Cossa (w 1419, był antypapież Jan XXIII) oraz Amadeusz z Sabaudii (w 1449, był antypapież Feliks V). W ich przypadkach przywilej pierwszeństwa w Kolegium Kardynalskim wynikał ze specjalnych dekretów soborowych lub papieskich.

## Priores episcoporum ac omnium cardinalium(do 1503)

### Okres do 1378 roku
| Wizerunek | Imię i nazwisko                  | Lata życia                           | Data nominacji kardynalskiej | Okres sprawowania urzędu kardynała-dziekana | Uwagi |
| --------- | -------------------------------- | ------------------------------------ | ---------------------------- | ------------------------------------------- | --- |
|           | Wilhelm                          | * ? † 1137                           | 10 marca 1123                | 14 lutego 1130 – 1137                       | |
|           | Corrado Demetri                  | * 1073 † 3 grudnia 1154              | 21 lutego 1114               | 1137 – 29 maja 1138                         | po raz pierwszy; został papieżem Anastazym IV (12 lipca 1153)                                                                                   |
|           | Idzi z Tuskulum OSB              | * ok. 1080 † ok. 1140                | 10 kwietnia 1123             | 29 maja 1138 – kwiecień 1139                | W latach 1130–1138 popierał antypapieża Anakleta II. W kwietniu 1139 został pozbawiony godności kardynalskiej przez Sobór Laterański II         |
|           | Corrado Demetri                  | * 1073 † 3 grudnia 1154              | 21 lutego 1114               | kwiecień 1139 – 12 lipca 1153               | po raz drugi; został papieżem Anastazym IV (12 lipca 1153)                                                                                      |
|           | Imar OSB                         | * ? † 28 października 1161           | 14 marca 1142                | 12 lipca 1153 – 1159                        | Deponowany z urzędu w 1159 za udział w wyborze antypapieża Wiktora IV                                                                           |
|           | Gregorio Centu                   | * ? †1162                            | 1 marca 1140                 | 1159 – 1162                                 | |
|           | Ubaldo de Lucca                  | * ok. 1100 † 25 listopada 1185       | 17 grudnia 1138              | 1162 – 1 września 1181                      | Papież Lucjusz III od 1 września 1181 |
|           | Konrad von Wittelsbach CanReg    | * ok. 1120/25 † 25 października 1200 | 18 grudnia 1165              | 1 września 1181 – 25 października 1200      | |
|           | Ottaviano di Paoli               | * ? † 5 kwietnia 1206                | 18 grudnia 1182              | 25 października 1200 – 5 kwietnia 1206      | |
|           | Pietro Gallocia                  | * ? † 14 marca 1211                  | 12 marca 1188                | 5 kwietnia 1206 – 14 marca 1211             | |
|           | Giovanni di San Paolo OSB        | * ? † 1214                           | 20 lutego 1193               | 14 marca 1211 – 1214                        | |
|           | Niccolò de Romanis               | * ? † 1218                           | 18 grudnia 1204              | 1214 – 1218                                 | |
|           | Guido Papareschi                 | * ? † 1221                           | 22 września 1190             | 1218 – 1221                                 | |
|           | Ugolino Conti di Segni           | *1160/70 † 22 sierpnia 1241          | 19 grudnia 1198              | 1221 – 19 marca 1227                        | Papież Grzegorz IX od 19 marca 1227 |
|           | Pelagio Galvani OSB              | * ? † 30 stycznia 1230               | 22 września 1207             | 19 marca 1227 – 30 stycznia 1230            | |
|           | Jean d’Abbeville OSB             | * ok. 1180 † 28 września 1237        | 18 września 1227             | 30 stycznia 1230 – 28 września 1237         | |
|           | Jacques de Vitry CanReg          | * 1160/70 † 1 maja 1240              | 9 czerwca 1229               | 28 września 1237 – 1 maja 1240              | |
|           | Romano Bonaventura               | * ? † 20 lutego 1243                 | 5 marca 1216                 | 1 maja 1240 – 20 lutego 1243                | |
|           | Rinaldo Conti di Jenne           | * ok. 1185 † 25 maja 1261            | 18 września 1227             | 20 lutego 1243 – 12 grudnia 1254            | Papież Aleksander IV od 12 grudnia 1254 |
|           | Odon de Châteauroux              | * 1190 † 25 lutego 1273              | 28 maja 1244                 | 12 grudnia 1254 – 25 lutego 1273            | |
|           | Jan z Toledo OCist               | * ? † 13 lipca 1275                  | 28 maja 1244                 | 25 lutego 1273 – 13 lipca 1275              | |
|           | Pedro Julião                     | * 1210/20 † 20 maja 1276             | 3 czerwca 1273               | 13 lipca 1275 – 15 września 1276            | Papież Jan XXI od 15 września 1276 |
|           | Bertrand de Saint-Martin OSB     | * ? † 28 marca 1278                  | 3 czerwca 1273               | 15 września 1276 – 28 marca 1278            | |
|           | Ordoño Alvares                   | * 1230 † 21 grudnia 1285             | 12 marca 1278                | 28 marca 1278 – 21 grudnia 1285             | |
|           | Bentivenga da Bentivengi OFM     | * 1230 † 25 marca 1289               | 12 marca 1278                | 21 grudnia 1285 – 25 marca 1289             | |
|           | Latino Malabranca Orsini OP      | * ? † 1294                           | 12 marca 1278                | 25 marca 1289 – 10 sierpnia 1294            | |
|           | Gerardo Bianchi                  | * 1225 † 1 marca 1302                | 12 marca 1278                | 10 sierpnia 1294 – 1 marca 1302             | |
|           | Giovanni Boccamazza              | * ? † 10 sierpnia 1309               | 22 grudnia 1285              | 1 marca 1302 – 10 sierpnia 1309             | |
|           | Leonardo Patrasso                | * ok. 1240 † 7 grudnia 1311          | 2 marca 1300                 | 10 sierpnia 1309 – 7 grudnia 1311           | |
|           | Giovanni Minio da Morrovalle OFM | * ok. 1230/40 † kwiecień 1313        | 15 grudnia 1302              | 7 grudnia 1311 – kwiecień 1313              | |
|           | Niccolò Alberti OP               | * ok. 1250 † 1 kwietnia 1321         | 18 grudnia 1303              | kwiecień 1313 – 1 kwietnia 1321             | |
|           | Berenger Fredol                  | * ok. 1250 † 11 czerwca 1323         | 15 grudnia 1305              | 1 kwietnia 1321 – 11 czerwca 1323           | |
|           | Berenguer Fredol                 | * ? † listopad 1323                  | 23 grudnia 1312              | 11 czerwca 1323 – listopad 1323             | |
|           | Guillaume Godin OP               | * 1260 † 4 czerwca 1336              | 23 grudnia 1312              | listopad 1323 – 4 czerwca 1336              | |
|           | Pierre Desprès                   | * 1288 † 16 maja 1361                | 20 grudnia 1320              | 4 czerwca 1336 – 16 maja 1361               | |
|           | Élie Talleyrand de Périgord      | * 8 sierpnia 1301 † 17 stycznia 1364 | 25 maja 1331                 | 16 maja 1361 – 17 stycznia 1364             | |
|           | Guy de Boulogne                  | * 1313 † 25 listopada 1373           | 20 września 1342             | 17 stycznia 1364 – 25 listopada 1373        | |
|           | Angelic de Grimoard CanReg       | * 1320 † 13 kwietnia 1388            | 17 września 1366             | 25 listopada 1373 – listopad 1378           | W listopadzie 1378 poparł wybór antypapieża Klemensa VII; deponowany z urzędu przez Urbana VI, w obediencji awiniońskiej zachował go do śmierci |

### Okres Wielkiej Schizmy Zachodniej 1378 do 1415

#### Obediencja „rzymska”
| Wizerunek | Imię i nazwisko       | Lata życia                         | Data nominacji kardynalskiej | Okres sprawowania urzędu kardynała-dziekana | Uwagi |
| --------- | --------------------- | ---------------------------------- | ---------------------------- | ------------------------------------------- | --- |
|           | Pietro Corsini        | * ? † 16 sierpnia 1405             | 7 czerwca 1370               | listopad 1378 – 1381                        | Początkowo zachowywał wobec schizmy postawę neutralną, w związku z czym Urban VI nie pozbawił go godności kardynalskiej aż do 1381, gdy w końcu przystąpił do obediencji awiniońskich antypapieży Klemensa VII i Benedykta XIII. W obediencji awiniońskiej sprawował funkcję dziekana od 1388 (jako następca kard. Grimoard) aż do śmierci |
|           | Philippe d’Alençon    | * 1338 † 16 sierpnia 1397          | 18 września 1378             | 1381 – 16 sierpnia 1397                     | |
|           | Pileo di Prata        | * 1330 † 1400                      | 18 września 1378             | 16 sierpnia 1397 – 1400                     | |
|           | Angelo Acciaioli      | * 15 kwietnia 1349 † 31 maja 1408  | 17 grudnia 1384              | 12 czerwca 1405 – 31 maja 1408              | |
|           | Enrico Minutoli       | * ? † 17 czerwca 1412              | 18 grudnia 1389              | 31 maja 1408 – wrzesień 1408                | We wrześniu 1408 przeszedł do obediencji pizańskiej |
|           | Antonio Correr CanReg | * 15 lipca 1369 † 19 stycznia 1445 | 9 maja 1408                  | 1408 – 4 lipca 1415                         | W lipcu 1415 doszło do połączenia Kolegiów Kardynalskich „rzymskiego” i „pizańskiego”, a dziekanem został ustępujący papież Grzegorz XII (Angelo Correr). Antonio Correr ponownie został dziekanem w 1438 |

#### Obediencja „awiniońska”
| Wizerunek | Imię i nazwisko            | Lata życia                | Data nominacji kardynalskiej | Okres sprawowania urzędu kardynała-dziekana | Uwagi |
| --------- | -------------------------- | ------------------------- | ---------------------------- | ------------------------------------------- | --- |
|           | Angelic de Grimoard CanReg | * 1320 † 13 kwietnia 1388 | 17 września 1366             | 25 listopada 1373 – 13 kwietnia 1388        | |
|           | Pietro Corsini             | * ? † 16 sierpnia 1405    | 7 czerwca 1370               | 13 kwietnia 1388 – 16 sierpnia 1405         | Do 1381 w obediencji rzymskiej, następnie w obediencji awiniońskich antypapieży Klemensa VII i Benedykta XIII                                                 |
|           | Gui de Malsec              | * ? † 8 marca 1412        | 20 grudnia 1375              | 16 sierpnia 1405 – 21 października 1408     | W 1408 przeszedł do obediencji pizańskiej i 21 października 1408 został ekskomunikowany przez Benedykta XIII. W obediencji pizańskiej zachował urząd dziekana |
|           | Jean Flandrin              | * ? † 8 lipca 1415        | 17 października 1390         | 21 października 1408 – 8 lipca 1415         | |

#### Obediencja pizańska
| Wizerunek | Imię i nazwisko | Lata życia              | Data nominacji kardynalskiej | Okres sprawowania urzędu kardynała-dziekana | Uwagi |
| --------- | --------------- | ----------------------- | ---------------------------- | ------------------------------------------- | --- |
|           | Gui de Malsec   | * ? † 8 marca 1412      | 20 grudnia 1375              | czerwiec 1409 – 8 marca 1412                | Wybrany przez Sobór w Pizie po zjednoczeniu Kolegiów Kardynalskich obediencji rzymskiej i awiniońskiej (1405-1408 był dziekanem w obediencji awiniońskiej) |
|           | Jean de Brogny  | * 1342 † 16 lutego 1426 | 12 lipca 1385                | 8 marca 1412 – 15 lipca 1415                | Po raz pierwszy |

### Okres 1415 do 1503
| Wizerunek | Imię i nazwisko                   | Lata życia                            | Data nominacji kardynalskiej     | Okres sprawowania urzędu kardynała-dziekana | Uwagi |
| --------- | --------------------------------- | ------------------------------------- | -------------------------------- | ------------------------------------------- | --- |
|           | Angelo Correr                     | * ok. 1330 † 18 października 1417     | 12 czerwca 1405 / 15 lipca 1415  | 15 lipca 1415 – 18 października 1417        | Były Papież Grzegorz XII (1406-15) z rzymskiej obediencji                                                            |
|           | Jean de Brogny                    | * 1342 † 16 lutego 1426               | 12 lipca 1385                    | 18 października 1417- 23 czerwca 1419       | Po raz drugi |
|           | Baldassare Cossa                  | * ok. 1370 † 22 grudnia 1419          | 27 lutego 1402 / 23 czerwca 1419 | 23 czerwca 1419 – 22 grudnia 1419           | Były antypapież Jan XXIII (1410-15) z obediencji pizańskiej                                                          |
|           | Jean de Brogny                    | * 1342 † 16 lutego 1426               | 12 lipca 1385                    | 22 grudnia 1419 – 16 lutego 1426            | Po raz trzeci |
|           | Angelo d’Anna de Sommariva OSBCam | * ? † 21 lipca 1428                   | 17 grudnia 1384                  | 16 lutego 1426 – 21 lipca 1428              | |
|           | Giordano Orsini                   | * ok. 1365 † 29 maja 1438             | 12 czerwca 1405                  | 21 lipca 1428 – 29 maja 1438                | |
|           | Antonio Correr CanReg             | * 15 lipca 1369 † 19 stycznia 1445    | 9 maja 1408                      | 29 maja 1438 – 19 stycznia 1445             | |
|           | Pierre de Foix OFM                | * 1386 † 13 grudnia 1464              | 1414                             | 19 stycznia 1445 – 23 kwietnia 1449         | Po raz pierwszy, w 1449 funkcję tę przyznano ustępującemu antypapieżowi Feliksowi V. Nie rezydował w Kurii Rzymskiej |
|           | Amadeusz Sabaudzki                | * 4 września 1383 † 7 stycznia 1451   | 23 kwietnia 1449                 | 23 kwietnia 1449 – 7 stycznia 1451          | Były antypapież Feliks V (1439-49) z obediencji bazylejskiej                                                         |
|           | Pierre de Foix OFM                | * 1386 † 13 grudnia 1464              | 1414                             | 7 stycznia 1451 – 13 grudnia 1464           | Po raz drugi. Nie rezydował w Kurii Rzymskiej.                                                                       |
|           | Bessarion OBas                    | * 2 stycznia 1408 † 18 listopada 1472 | 18 grudnia 1439                  | 13 grudnia 1464 – 18 listopada 1472         | |
|           | Guillaume d’Estouteville          | * 1412 † 22 stycznia 1483             | 18 grudnia 1439                  | 18 listopada 1472 – 22 stycznia 1483        | |
|           | Rodrigo Borgia                    | * 1 stycznia 1431 † 18 sierpnia 1503  | 20 lutego 1456                   | 22 stycznia 1483 – 11 sierpnia 1492         | Papież Aleksander VI od 11 sierpnia 1492                                                                             |
|           | Oliviero Carafa                   | * 10 marca 1430 † 20 stycznia 1511    | 18 września 1467                 | 11 sierpnia 1492 – 20 stycznia 1511         | |

## Dziekani Kolegium Kardynalskiego (od 1503 roku)
29 listopada 1503 Juliusz II przyporządkował urząd dziekana do diecezji suburbikarnej Ostia e Velletri, a dekretem z 22 sierpnia 1555 papież Paweł IV formalnie uregulował zasady obsadzania tej funkcji, postanawiając, że będzie ją obejmował najstarszy stażem kardynał-biskup, ale tylko spośród tych rezydujących w Kurii Rzymskiej, ewentualnie nieobecnych „z powodów publicznych” (ex causa publica, tj. na zlecenie papieża), a nie z własnej woli.
| Wizerunek | Imię i nazwisko                        | Lata życia                                | Data nominacji kardynalskiej | Okres sprawowania urzędu kardynała-dziekana             | Uwagi |
| --------- | -------------------------------------- | ----------------------------------------- | ---------------------------- | ------------------------------------------------------- | --- |
|           | Oliviero Carafa                        | * 10 marca 1430 † 20 stycznia 1511        | 18 września 1467             | 11 sierpnia 1492 / 29 listopada 1503 – 20 stycznia 1511 | 29 listopada 1503 został mianowany biskupem Ostia e Velletri |
|           | Raffaele Sansoni Riario                | * 3 maja 1461 † 9 lipca 1521              | 10 grudnia 1477              | 20 stycznia 1511 – 9 lipca 1521                         | |
|           | Bernardino Lopez de Carvajal           | * 8 września 1456 † 16 grudnia 1523       | 20 września 1493             | 24 lipca 1521 – 16 grudnia 1523                         | |
|           | Francesco Soderini                     | * 10 czerwca 1453 † 17 maja 1524          | 31 maja 1503                 | 18 grudnia 1523 – 17 maja 1524                          | |
|           | Niccolò Fieschi                        | * 1456 † 15 czerwca 1524                  | 31 maja 1503                 | 20 maja 1524 – 15 czerwca 1524                          | |
|           | Alessandro Farnese                     | * 29 lutego 1468 † 10 listopada 1549      | 20 września 1493             | 15 czerwca 1524 – 13 października 1534                  | Wybrany na papieża Pawła III 13 października 1534 |
|           | Giovanni Piccolomini                   | * 9 października 1475 † 21 listopada 1537 | 29 listopada 1503            | 26 lutego 1535 – 21 listopada 1537                      | Kard. François Guillaume de Clermont, rezydując na stałe w Awinionie, poprzedzał Piccolominiego w porządku starszeństwa. Spór o obsadę urzędu dziekana między nimi Paweł III, po pewnych wahaniach, rozstrzygnął na rzecz rezydującego w Kurii Piccolominiego                                               |
|           | Giovanni Domenico de Cupis             | * 1493 † 10 grudnia 1553                  | 1 lipca 1517                 | 28 listopada 1537 – 10 grudnia 1553                     | Kard. François Guillaume de Clermont (zm. 1541) ponownie pominięty |
|           | Gian Pietro Carafa, Theat.             | * 28 czerwca 1476 † 18 sierpnia 1559      | 22 grudnia 1536              | 11 grudnia 1553 – 23 maja 1555                          | Wybrany na papieża Pawła IV 23 maja 1555 |
|           | Jean du Bellay                         | * 1492 † 16 lutego 1560                   | 21 maja 1535                 | 29 maja 1555 – 16 lutego 1560                           | Mianowany dziekanem, pomimo że rezydujący wówczas poza Rzymem Louis de Bourbon de Vendôme i François de Tournon poprzedzali go w porządku starszeństwa. 22 sierpnia 1555 papież Paweł IV formalnie potwierdził zasadę pomijania kardynałów nierezydujących w Kurii Rzymskiej przy obsadzie funkcji dziekana |
|           | François de Tournon CRSAnt             | * 1489 † 22 kwietnia 1562                 | 9 marca 1530                 | 13 marca 1560 – 22 kwietnia 1562                        | |
|           | Rodolfo Pio di Carpi                   | * 22 lutego 1500 † 2 maja 1564            | 22 grudnia 1536              | 18 maja 1562 – 2 maja 1564                              | |
|           | Francesco Pisani                       | * 1494 † 28 czerwca 1570                  | 1 lipca 1517                 | 12 maja 1564 – 28 czerwca 1570                          | |
|           | Giovanni Girolamo Morone               | * 25 stycznia 1509 † 1 grudnia 1580       | 2 czerwca 1542               | 3 lipca 1570 – 1 grudnia 1580                           | |
|           | Alessandro Farnese                     | * 5 października 1520 † 2 marca 1589      | 18 grudnia 1534              | 5 grudnia 1580 – 2 marca 1589                           | |
|           | Giovanni Antonio Serbelloni            | * 1519 † 18 marca 1591                    | 31 stycznia 1560             | 2 marca 1589 – 18 marca 1591                            | |
|           | Alfonso Gesualdo                       | * 20 października 1540 † 14 lutego 1603   | 26 lutego 1561               | 20 marca 1591 – 14 lutego 1603                          | |
|           | Tolomeo Gallio                         | * 27 września 1526 † 3 lutego 1607        | 12 marca 1565                | 19 lutego 1603 – 3 lutego 1607                          | |
|           | Domenico Pinelli                       | * 21 października 1541 † 9 sierpnia 1611  | 18 grudnia 1585              | 7 lutego 1607 – 9 sierpnia 1611                         | |
|           | François de Joyeuse                    | * 24 czerwca 1562 † 23 sierpnia 1615      | 12 grudnia 1583              | 17 sierpnia 1611 – 23 sierpnia 1615                     | |
|           | Antonio Maria Galli                    | * 1553 † 30 marca 1620                    | 16 listopada 1586            | 16 września 1615 – 30 marca 1620                        | |
|           | Antonio Maria Sauli                    | * 1541 † 24 sierpnia 1623                 | 18 grudnia 1587              | 6 kwietnia 1620 – 24 sierpnia 1623                      | |
|           | Francesco Maria Bourbon del Monte      | * 5 lipca 1549 † 27 sierpnia 1626         | 14 grudnia 1588              | 27 września 1623 – 27 sierpnia 1626                     | |
|           | Ottavio Bandini                        | * 25 października 1558 † 1 sierpnia 1629  | 5 czerwca 1596               | 7 września 1626 – 1 sierpnia 1629                       | |
|           | Giovanni Battista Deti                 | * 16 lutego 1580 † 13 lipca 1630          | 3 marca 1599                 | 20 sierpnia 1629 – 13 lipca 1630                        | |
|           | Domenico Ginnasi                       | * 19 czerwca 1551 † 12 marca 1639         | 9 czerwca 1604               | 15 lipca 1630 – 12 marca 1639                           | |
|           | Carlo Emmanuele Pio                    | * 5 stycznia 1585 † 1 czerwca 1641        | 9 czerwca 1604               | 28 marca 1639 – 1 czerwca 1641                          | |
|           | Marcello Lante della Rovere            | * 1569 † 19 kwietnia 1652                 | 11 września 1606             | 1 lipca 1641 – 19 kwietnia 1652                         | |
|           | Giulio Roma                            | * 16 września 1584 † 16 września 1652     | 11 stycznia 1621             | 29 kwietnia 1652 – 16 września 1652                     | |
|           | Carlo de’ Medici                       | * 19 marca 1595 † 17 czerwca 1666         | 2 grudnia 1615               | 23 września 1652 – 17 czerwca 1666                      | |
|           | Francesco Barberini                    | * 23 września 1597 † 10 grudnia 1679      | 2 października 1623          | 11 października 1666 – 10 grudnia 1679                  | |
|           | Cesare Facchinetti                     | * 17 września 1608 † 30 stycznia 1683     | 13 lipca 1643                | 8 stycznia 1680 – 30 stycznia 1683                      | |
|           | Niccolò Albergati-Ludovisi             | * 15 września 1608 † 9 sierpnia 1687      | 6 marca 1645                 | 15 lutego 1683 – 9 sierpnia 1687                        | Zgodnie z porządkiem starszeństwa dziekanem powinien zostać kard. Girolamo Grimaldi-Cavalleroni, który jednak nie był rezydentem Kurii Rzymskiej |
|           | Alderano Cibo                          | * 16 lipca 1613 † 22 lipca 1700           | 6 marca 1645                 | 10 listopada 1687 – 22 lipca 1700                       | |
|           | Emmanuel de Bouillon                   | * 24 sierpnia 1643 † 2 marca 1715         | 5 sierpnia 1669              | 15 grudnia 1700 – 2 marca 1715                          | |
|           | Nicolò Acciaioli                       | * 6 lipca 1630 † 23 lutego 1719           | 5 sierpnia 1669              | 18 marca 1715 – 23 lutego 1719                          | |
|           | Fulvio Astalli                         | * 29 lipca 1655 † 14 stycznia 1721        | 2 września 1686              | 26 kwietnia 1719 – 14 stycznia 1721                     | Zgodnie z porządkiem starszeństwa dziekanem powinien zostać kard. Vincenzo Maria Orsini, który jednak nie był rezydentem Kurii Rzymskiej |
|           | Sebastiano Antonio Tanara              | * 10 kwietnia 1650 † 5 maja 1724          | 12 grudnia 1695              | 3 marca 1721 – 5 maja 1724                              | Kardynał Vincenzo Maria Orsini został ponownie pominięty przy obsadzie urzędu dziekańskiego z uwagi na niespełnienie warunku rezydencji w Kurii Rzymskiej |
|           | Francesco del Giudice                  | * 7 grudnia 1647 † 10 października 1725   | 13 lutego 1690               | 12 czerwca 1724 – 10 października 1725                  | |
|           | Fabrizio Paolucci                      | * 2 kwietnia 1651 † 12 czerwca 1726       | 22 lipca 1697                | 19 listopada 1725 – 12 czerwca 1726                     | |
|           | Francesco Pignatelli, Theat.           | * 6 lutego 1652 † 5 grudnia 1734          | 13 lutego 1690               | 25 czerwca 1726 – 5 grudnia 1734                        | Biskup Porto e Santa Rufina |
|           | Francesco Barberini                    | * 12 listopada 1662 † 17 sierpnia 1738    | 13 listopada 1690            | grudzień 1734 – 17 sierpnia 1738                        | |
|           | Pietro Ottoboni                        | * 2 lipca 1667 † 29 lutego 1740           | 7 listopada 1689             | 3 września 1738 – 29 lutego 1740                        | |
|           | Tommaso Ruffo                          | * 15 września 1663 † 16 lutego 1753       | 17 maja 1706                 | 29 sierpnia 1740 – 16 lutego 1753                       | |
|           | Pietro Luigi Carafa                    | * 4 lipca 1677 † 15 grudnia 1755          | 20 września 1728             | 9 kwietnia 1753 – 15 grudnia 1755                       | |
|           | Raniero d’Elci                         | * 7 marca 1670 † 22 czerwca 1761          | 20 grudnia 1737              | 12 stycznia 1756 – 22 czerwca 1761                      | |
|           | Giuseppe Spinelli                      | * 1 lutego 1694 † 12 kwietnia 1763        | 17 stycznia 1735             | 13 lipca 1761 – 12 kwietnia 1763                        | |
|           | Carlo Alberto Guidoboni Cavalchini     | * 26 lipca 1683 † 7 marca 1774            | 9 września 1743              | 16 maja 1763 – 7 marca 1774                             | Zgodnie z porządkiem starszeństwa dziekanem powinien zostać kard. Camillo Paolucci, który jednak ze względu na zły stan zdrowia uzyskał dyspensę od sprawowania tej funkcji (zmarł 11 czerwca 1763) |
|           | Giovanni Francesco Albani              | * 26 lutego 1720 † 15 września 1803       | 10 kwietnia 1747             | marzec 1774 – 15 września 1803                          | Do 18 grudnia 1775 biskup Porto e Santa Rufina, następnie biskup Ostia e Velletri. Najdłużej urzędujący dziekan w historii |
|           | Henryk Benedykt Stuart                 | * 11 marca 1725 † 13 lipca 1807           | 3 lipca 1747                 | 26 września 1803 – 13 lipca 1807                        | Najdłuższy kardynalat w historii |
|           | Leonardo Antonelli                     | * 6 listopada 1730 † 23 stycznia 1811     | 24 kwietnia 1775             | 3 sierpnia 1807 – 23 stycznia 1811                      | |
|           | Alessandro Mattei                      | * 20 lutego 1744 † 20 kwietnia 1820       | 12 lipca 1779                | 26 września 1814 – 20 kwietnia 1820                     | |
|           | Giulio Maria della Somaglia            | * 29 lipca 1744 † 2 kwietnia 1830         | 1 czerwca 1795               | 29 maja 1820 – 2 kwietnia 1830                          | |
|           | Bartolomeo Pacca                       | * 25 grudnia 1756 † 19 kwietnia 1844      | 23 lutego 1801               | 5 lipca 1830 – 19 kwietnia 1844                         | |
|           | Lodovico Micara OFMCap                 | * 12 października 1775 † 24 maja 1847     | 20 grudnia 1824              | 17 czerwca 1844 – 24 maja 1847                          | |
|           | Vincenzo Macchi                        | * 30 sierpnia 1770 † 30 września 1860     | 2 października 1826          | 11 czerwca 1847 – 30 września 1860                      | |
|           | Mario Mattei                           | * 6 września 1792 † 7 października 1870   | 2 lipca 1832                 | 17 grudnia 1860 – 7 października 1870                   | |
|           | Costantino Patrizi Naro                | * 4 września 1798 † 17 grudnia 1876       | 23 czerwca 1834              | 8 października 1870 – 17 grudnia 1876                   | |
|           | Luigi Amat di San Filippo e Sorso      | * 20 czerwca 1796 † 30 marca 1878         | 19 maja 1837                 | 12 marca 1877 – 30 marca 1878                           | |
|           | Camillo di Pietro                      | * 10 stycznia 1806 † 6 marca 1884         | 19 grudnia 1853              | 15 lipca 1878 – 6 marca 1884                            | |
|           | Carlo Sacconi                          | * 9 maja 1808 † 25 lutego 1889            | 27 września 1861             | 24 marca 1884 – 25 lutego 1889                          | |
|           | Raffaele Monaco La Valletta            | * 23 lutego 1827 † 14 lipca 1896          | 13 marca 1868                | 24 maja 1889 – 14 lipca 1896                            | |
|           | Luigi Oreglia di Santo Stefano         | * 9 lipca 1828 † 7 grudnia 1913           | 22 grudnia 1873              | 30 listopada 1896 – 7 grudnia 1913                      | |
|           | Serafino Vannutelli                    | * 26 listopada 1834 † 19 sierpnia 1915    | 14 marca 1887                | 7 grudnia 1913 – 19 sierpnia 1915                       | Uznany za dziekana bezpośrednio po śmierci poprzednika, ale diecezję Ostii otrzymał dopiero 25 maja 1914 |
|           | Vincenzo Vannutelli                    | * 5 grudnia 1836 † 9 lipca 1930           | 30 grudnia 1889              | 6 grudnia 1915 – 9 lipca 1930                           | |
|           | Gennaro Granito Pignatelli di Belmonte | * 10 kwietnia 1851 † 16 lutego 1948       | 27 listopada 1911            | 9 lipca 1930 – 16 lutego 1948                           | |
|           | Francesco Marchetti Selvaggiani        | * 1 października 1871 † 13 stycznia 1951  | 30 czerwca 1930              | 16 lutego 1948 – 13 stycznia 1951                       | |
|           | Eugène Tisserant                       | * 24 marca 1884 † 21 lutego 1972          | 15 czerwca 1936              | 13 stycznia 1951 – 21 lutego 1972                       | 1 stycznia 1971 utracił prawo do udziału w konklawe w związku z reformą Pawła VI odbierającą to prawo kardynałom, którzy ukończyli 80. rok życia |
|           | Amleto Giovanni Cicognani              | * 24 lutego 1883 † 17 grudnia 1973        | 15 grudnia 1958              | 24 marca 1972 – 17 grudnia 1973                         | W okresie sprawowania urzędu nie miał już prawa do udziału w konklawe |
|           | Luigi Traglia                          | * 3 kwietnia 1895 † 21 listopada 1977     | 28 marca 1960                | 7 stycznia 1974 – 21 listopada 1977                     | W 1975 utracił prawo do udziału w konklawe |
|           | Carlo Confalonieri                     | * 25 lipca 1893 † 1 sierpnia 1986         | 15 grudnia 1958              | 12 grudnia 1977 – 1 sierpnia 1986                       | W okresie sprawowania urzędu nie miał już prawa do udziału w konklawe |
|           | Agnelo Rossi                           | * 4 maja 1913 † 21 maja 1995              | 22 lutego 1965               | 19 grudnia 1986 – 31 maja 1993                          | Zrezygnował po utracie prawa do udziału w konklawe |
|           | Bernardin Gantin                       | * 8 maja 1922 † 13 maja 2008              | 27 czerwca 1977              | 5 czerwca 1993 – 30 listopada 2002                      | Zrezygnował po utracie prawa do udziału w konklawe |
|           | Joseph Ratzinger                       | * 16 kwietnia 1927 † 31 grudnia 2022      | 27 czerwca 1977              | 30 listopada 2002 – 19 kwietnia 2005                    | Wybrany na papieża Benedykta XVI 19 kwietnia 2005, zrezygnował z urzędu papieskiego 28 lutego 2013 |
|           | Angelo Sodano                          | * 23 listopada 1927 † 27 maja 2022        | 28 czerwca 1991              | 27 kwietnia 2005 – 21 grudnia 2019                      | W 2007 utracił prawo do udziału w konklawe, od 2019 emerytowany dziekan Kolegium Kardynalskiego |
|           | Giovanni Battista Re                   | * 30 stycznia 1934                        | 21 lutego 2001               | od 18 stycznia 2020                                     | Od początku sprawowania urzędu nie ma prawa do udziału w konklawe |